# Кингия
Кингия (лат. Kingia) — монотипный род растений семейства Дазипогоновые (Dasypogonaceae). В настоящее время включает только один вид — Кингия австралийская (Kingia australis), который эндемичен для Западной Австралии.

## Описание

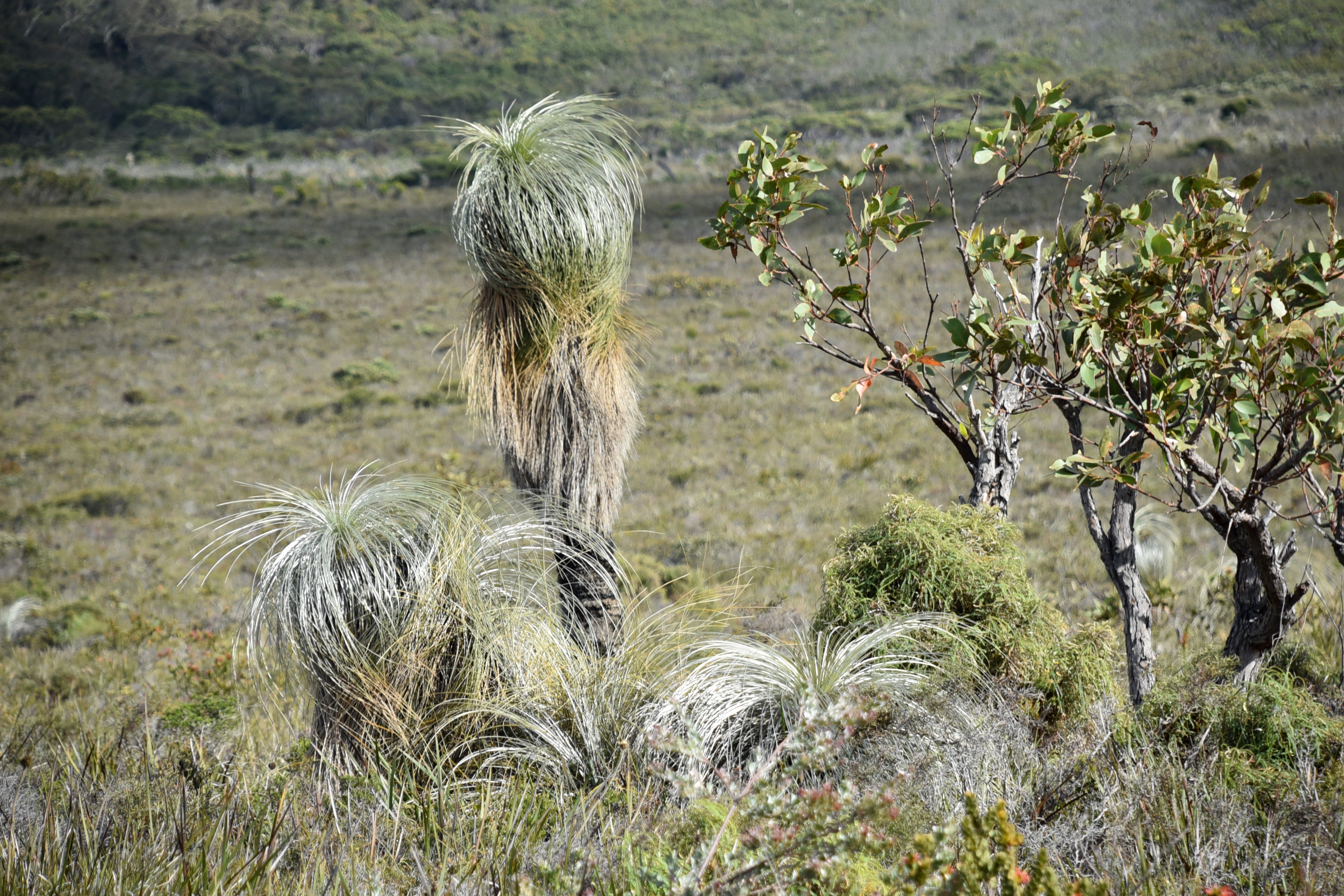
В дикой природе

Кингия австралийская — древовидное растение с толстым каудексом из волокнистой сердцевины, окруженным прочными и плотными основаниями листьев. Корни мочковатые, отходят от основания листовой кроны, проходя через основания листьев. Листья многочисленные, скученные, узколинейные, шелковистые и часто голые. Основание листьев широко расширено с пленчатыми краями.
Соцветия многочисленные, расположены в пазушных областях немного ниже верхушки стебля. Они представляют собой головчатые соцветия с множеством цветков, а их черешки покрыты черепитчатыми прицветниками. Цветки являются обоеполыми. Чашелистики и лепестки свободные, узкие, похожие на ладьи и немного сухие. Тычинки свободные, выступающие, а пыльники прикреплены к основанию. Пестик такой же длины, как околоцветник, а завязь 3-гнездная. В каждом гнезде содержится по одной семязачатке. Плод нераскрывающийся и содержит одно семя.
Количество хромосом — 7.

## Таксономия
Kingia R.Br., первое упоминание в Ann. Sci. Nat. (Paris) 8: 211 (1826).

### Виды
По данным сайта Plants of the World Online на 2023 год, род включает один подтвержденный вид:
- Kingia australis R.Br. — Кингия австралийская

#### Синонимы (вида)
Гетеротипные (основанные на разных номенклатурных типах):
- Kingia argentea Endl. (1846)
- Kingia australis var. argentea (Endl.) K.Krause (1930)